# Isomyia singhi
Isomyia singhi är en tvåvingeart som beskrevs av Hiromu Kurahashi och Thapa 1994. Isomyia singhi ingår i släktet Isomyia och familjen Rhiniidae.
Artens utbredningsområde är Nepal. Inga underarter finns listade i Catalogue of Life.